# ناين إنش نايلز
ناين إنش نايلز (بالإنجليزية: Nine Inch Nails، وتختصر NIN أو NIИ)‏ هي فرقة روك صناعي أمريكية  تأسست في عام 1988 من قبل ترينت ريزنور في كليفلاند، أوهايو. أصدرت الفرقة ألبومين مؤثرين خلال التسعينات - The Downward Spiral عام 1994 و The Fragile عام 1999 - ولها مبيعات قياسية تتجاوز أكثر من 20 مليون نسخة في أنحاء العالم، مع 10 ملايين مبيعات معتمدة في الولايات المتحدة وحدها.
ورغم نجاحها، فقد عانت الفرقة من الخلافات مع شركات التسجيل. الأولى كانت في خلافهم مع تي في تي ريكوردز فيما يتعلق بألبوم الفرقة الأول، "Pretty Hate Machine"، والتي أدت بريزنور لتسجيل ألبومه التالي في السر لتجنب تأثير الشركة. وقعت الفرقة بعد ذلك مع إنترسكوب ريكوردز، ولكن بعد إصدار ألبومها الخامس Year Zero في عام 2007، أعلن ريزنور أن الفرقة ستصدر أعمالها المستقبلية بشكل مستقل. وقعت الفرقة مع كولومبيا ريكورز عند إصدار ألبومها الثامن Hesitation Marks عام 2013، لكنها عادت إلى لإصدار الأعمال بشكل ذاتي بألبومهم الموسع Not the Actual Events عام 2016.
يعتبر ريزنور العضو الوحيد الثابت والقوة الخلاقة داخل المجموعة خلال أغلب تاريخها، حيث كان المنتج والمغني وكاتب الاغاني والعازف الرئيسي. إلا أن هذا تغير في عام 2016 عندما تم تقديم اتيكوس روس كعضو دائم في المجموعة، وتزامن هذا مع إصدار التسجيل الموسع من Not the Actual Events. وعلاوة على ذلك، يجمع ريزنور عادة فرقة حية لتؤدي معه على خشبة المسرح. تتألف هذه المجموعات من تشكيلات يتم تدويرها، وغالبا ما يعاد ترتيب الأغاني لتناسب العرض المباشر. وكثيرا ما توظف الفرقة العناصر البصرية الموضوعية لترافق العرض على المسرح، والتي غالبا ما تشمل عروضا ضوئية مفصلة.
تم ترشيح ناين إينش نايلز لثلاثة عشر جائزة جرامي، وفازت مرتين عن أغاني "Wish" و "Happiness in Slavery" في عامي 1992 و 1996، على التوالي. في عام 1997، ظهر ريزنور في قائمة مجلة تايم لأكثر الناس تأثيرا، وقد وصفته مجلة سبين بأنه «الفنان الأكثر حيوية في الموسيقى». في عام 2004، وضعت مجلة رولينج ستون فرقة ناين إينش نايلز في المرتبة 94 على قائمة أعظم 100 فنان في كل العصور. في عام 2014، تم ترشيح الفرقة لإدخالها في الصالة الفخرية للروك آند رول، السنة الأولى من أهليتهم لإدخال اسمهم هناك. في عام 2015، تم ترشيحهم لدخول الصالة للمرة الثانية.

## روابط خارجية
- ناين إنش نايلز على موقع IMDb (الإنجليزية)
- ناين إنش نايلز على موقع الموسوعة البريطانية (الإنجليزية)
- ناين إنش نايلز على موقع ميوزك برينز (الإنجليزية)
- ناين إنش نايلز على موقع رولينغ ستون (الإنجليزية)
- ناين إنش نايلز على موقع أول ميوزيك (الإنجليزية)
- ناين إنش نايلز على موقع ديسكوغز (الإنجليزية)